# توماس مونرو
توماس مونرو (بالإنجليزية: Thomas Munro)‏ هو مؤرخ الفن أمريكي، ولد في 1897، وتوفي في 14 أغسطس 1974.